# 大東義徹
大東 義徹（おおひがし ぎてつ/よしあきら/よしてつ、天保13年7月15日（1842年8月20日） - 明治38年（1905年）4月8日）は、 日本の政治家。司法大臣（第9代）、衆議院議員（7期）を務めた。元は小西姓。父は小西新左衛門。通称、近江西郷。

## 来歴
彦根藩士で足軽の小西貞徹の次男として生まれる。幼名を寛蔵。戊辰戦争に従軍し武功を立てた。戸籍編成の際、姓を小西から大東に改めた。廃藩置県後、司法省に入り、権少判事となる。明治六年政変（征韓論政変）の際に下野し、1877年の西南戦争の勃発後に代言人仲間だった有馬藤太らとともに大阪で警察に拘束されるが、後に放免となる。1890年、第1回衆議院議員総選挙に滋賀郡部から立候補し初当選。1898年、第1次大隈内閣で司法大臣に就任した。その後、法典調査会副総裁などを歴任した。

## 栄典
- 1898年（明治31年）7月5日 - 正三位[3]

## 人物
- 天保14年生まれとする説もある。
- 勝海舟の「氷川清話」では「身体の大きいのが似てるくらいのものだ」として、近江西郷の異名で紹介されている。
- 近江鉄道の敷設に深く関与し、近江鉄道の初代社長に就任している。
- 1905年、彦根市の天寧寺に「大東義徹顕彰碑」が建立された。
- 信原潤一郎が大東をモデルとして「修羅の武士道」という作品を書いている。
- 司法省権少判事時代の同郷の同僚に伊庭貞剛がいる。